# 灌县华溪蟹
灌县华溪蟹（学名：Sinopotamon kwanshiense）为溪蟹科华溪蟹属的动物。在中国大陆，分布于四川、贵州等地，常见于海拔500-1500米山区溪流、河池的石下或石缝间。